# Juan José Segura-Sampedro
Juan José Segura-Sampedro, MBE (Sevilla, 1985) es un cirujano oncológico español, investigador del Hospital Universitario La Paz (Madrid, España) y profesor asociado de cirugía en la Universidad CEU San Pablo. Es conocido a nivel internacional por su investigación en politraumatizados, centrado en el fenómeno del balconing y las campaña de prevención en colaboración con el Ministerio de Asuntos Exteriores británico. En 2020 fue condecorado por la Reina de Inglaterra con el MBE de la Orden del Imperio Británico.

## Atención a politraumatizados
Segura-Sampedro y su equipo describieron por primera vez el balconing en 2017 y publicaron sus datos en el artículo titulado Balconing: una moda inducida por el alcohol que lesiona a los turistas. Caracterización del fenómeno en la revista Injury. Los investigadores señalaron el abuso del alcohol como el principal factor de riesgo para sufrir este trauma grave. 
También señaló que irlandeses y británicos eran los más propensos a sufrir este tipo de trauma, desencadenando diferentes campañas contra el alcohol durante las vacaciones y cerca de los balcones en Irlanda, Reino Unido y España. Después de la publicación del documento, se desarrolló una campaña preventiva en colaboración con el Ministerio de Asuntos Exteriores británico, donde Segura-Sampedro habló con los jóvenes británicos sobre cómo evitar lesiones y no convertirse en una víctima de este fenómeno. Después de esto, Segura-Sampedro participó en campañas similares en la televisión irlandesa RTÉ, y en la televisión británica BBC, donde explicó los balcones y sus consecuencias en el programa Victoria Derbyshire.
Los principales descubrimientos de Segura-Sampedro y su equipo conciernen al fenómeno del balconing, el subconjunto de la población que lo padece –turistas varones del norte de Europa– y su relación con el alcohol y abuso de sustancias. Estos hallazgos han llevado a las autoridades baleares hacia nuevas políticas para controlar el consumo de alcohol en su búsqueda de reducir la avalancha de accidentes. Al gobierno de Baleares le preocupa que las vacaciones combinadas "todo incluido" puedan alentar la embriaguez y el comportamiento antisocial peligroso.

## Cirugía oncológica e innovación
El Dr. Segura desarrolló su investigación como parte del grupo de investigación "Cirugía avanzada y trasplante, terapia celular y bioingeniería aplicada a la cirugía" del Instituto de Biomedicina de Sevilla (IBiS). Allí, centró su investigación en biomateriales basados en alginato y factores de crecimiento para la regeneración de tejidos, su trabajo en este campo, utilizando plasma rico en plaquetas en fístula anal, le otorgó el doctorado cum laude de la Universidad de Sevilla en 2016.
En el Hospital Universitario Son Espases, su investigación se centró en la cirugía oncológica (cirugía citorreductora de la carcinomatosis peritoneal e HIPEC). 
Ha desarrollado y patentado una aplicación para el seguimiento de pacientes quirúrgicos y un nuevo sistema para controlar la hemorragia hepática después de un traumatismo.
Tiene un índice de Hirsch de 19 y ha publicado más de 130 artículos de investigación en revistas de investigación con revisión por pares.

## Méritos y reconocimientos
En 2018 fue galardonado con la Orden del Mérito de la Policía de Calviá, por su destacada contribución a la mejora de la seguridad de los visitantes con sus investigaciones y campañas contra el turismo incívico en Calviá.
Fue uno de los científicos españoles invitados a la Cumbre de la Universidad de la Singularidad en España debido a sus avances en el seguimiento telemático para pacientes quirúrgicos.
Fue galardonado con el premio de investigación "Mateu Orfila" del Colegio Oficial de Médicos de Baleares en 2019 por su trabajo de investigación sobre la morbilidad asociada a la transfusión y resección hepática durante la cirugía citorreductora y la HIPEC. Le fue otorgado el premio de investigación 2019 de la Academia Médica Balear por su trabajo sobre la terapia guiada por objetivos en cirugía citorreductora con quimioterapia intraperitoneal hipertérmica. En 2020 obtuvo el premio de investigación "Metge Matas" del Colegio Oficial de Médicos de Baleares por su trabajo de investigación sobre un nuevo dispositivo "para el tratamiento del trauma hepático grado IV-V en modelo porcino". De nuevo, en el año 2022 volvió a ser galardonado con el premio "Metge Matas" por su estudio sobre resecciones diafragmáticas en el contexto de carcinomatosis peritoneal.
Fue fundador y editor actual de la revista académica Annals of Mediterranean Surgery, es editor asociado de las revistas BMC Surgery, Clinical and Translational Oncology, Frontiers in Surgery y Frontiers in Oncology y editor invitado de la revista Cancers.
Es miembro del comité de la Sociedad Europea de Oncología Quirúrgica (ESSO) y de la Sociedad Española de Oncología Quirúrgica (SEOQ), así como miembro del Capítulo español de la Sociedad Mundial de Cirugía de Emergencias.
En 2021 la reina Isabel II le concedió la medalla de la Orden del Imperio Británico por su labor de investigación y prevención contra los traumatimos relacionados con el consumo de alcohol.